# Dimitris Polydoropoulos
Dimitris Polydoropoulos (griechisch Δημήτρης Πολυδωρόπουλος, * 31. März 1989 in Athen) ist ein ehemaliger griechischer Bahn- und Straßenradrennfahrer.

## Sportliche Laufbahn
Dimitris Polydoropoulos wurde 2007 auf der Bahn griechischer Juniorenmeister in den Disziplinen Einer-, Mannschaftsverfolgung und im Zweier-Mannschaftsfahren. Bei der Athens Open Balkan Championship gewann er das Punktefahren der Junioren. Im Jahr darauf gewann er auf der Straße die Aegina Tour und wurde griechischer Meister im Mannschaftszeitfahren. Auf der Bahn gewann er 2008 und 2009 bei den nationalen Meisterschaften die Einer- und die Mannschaftsverfolgung in der Eliteklasse, 2012 die Mannschaftsverfolgung. 2009 und 2010 fuhr Polydoropoulos für das griechische Team Worldofbike.Gr, von 2011 bis 2014 für SP Tableware. 2013 beendete er seine Radsportlaufbahn.

## Erfolge

### Bahn
2007
- Griechischer Junioren-Meister – Mannschaftsverfolgung (Junioren) mit Petros Gazonis und Georgios Lafis, Zweier-Mannschaftsfahren mit Georgios Lafis, Einerverfolgung

2008
- Griechischer Meister – Einerverfolgung, Mannschaftsverfolgung mit Petros Gazonis, Panagiotis Keloglou und Giorgos Petalas

2009
- Griechischer Meister – Einerverfolgung, Mannschaftsverfolgung mit Panagiotis Keloglou, Giorgos Petalas und Orestis Raptis

2012
- Griechischer Meister – Mannschaftsverfolgung mit Panagiotis Chatzakis, Georgios Karatzios und Neofytos Sakellaridis-Mangouras

### Straße
2008
- Griechischer Meister – Teamzeitfahren mit Petros Gazonis Panagiotis Keloglou und Ioannis Mariolas